# Mwape Miti
Mwape Miti (* 24. Mai 1973) ist ein ehemaliger sambischer Fußballspieler.

## Karriere

### Verein
Miti spielte in seiner Heimat bei den Mulungushi Chiefs und den Power Dynamos aus Kitwe. 1997 wechselte er nach Europa zu Odense BK in die dänische Superliga. Am Ende der Saison stieg Odense in die 1. Division ab. Miti trug mit 21 Saisontoren maßgeblich zum sofortigen Wiederaufstieg in die Superliga bei und wurde gemeinsam mit Christian Lundberg von Ikast FS Torschützenkönig der Saison 1998/99.
2002 gewann er mit OBK den dänischen Pokal. In der Spielzeit 2003/04 wurde er mit 19 Saisontoren gleichauf mit seinem Mannschaftskameraden Steffen Højer, Mohamed Zidan vom FC Midtjylland und Tommy Bechmann von Esbjerg fB auch Torschützenkönig in der höchsten dänischen Spielklasse. Am Ende der Saison 2005/06 beendete er seine aktive Laufbahn.

### Nationalmannschaft
Sein Debüt in der sambischen Nationalmannschaft gab Miti am 8. April 1995 in einem Qualifikationsspiel zum Afrika-Cup 1996 gegen Gabun.
Nach der erfolgreichen Qualifikation wurde Miti in das sambische Aufgebot berufen. Während des Turniers kam er in drei Spielen zum Einsatz, darunter das Spiel um den dritten Platz gegen Ghana, welches Sambia mit 1:0 gewann.
Auch beim Afrika-Cup 2000 stand er im sambischen Kader. Das 2:2 im letzten Spiel der Vorrunde gegen den Senegal war Mitis letzter Einsatz in der Nationalmannschaft.

## Erfolge
- Dänischer Pokalsieger: 2002
- Torschützenkönig der 1. Division: 1999
- Torschützenkönig der Superliga: 2004